# Садыков, Марат Файзиевич
Марат Файзиевич Садыков (тат. Марат Фәйзи улы Садыйков, узб. Marat Fayziyevich Sodiqov; 27 декабря 1945, Гиждуванский район, Бухарская область, Узбекская ССР, СССР — 1 августа 2021, Ташкент, Узбекистан) — советский и узбекский художник. Народный художник Узбекистана (2017), заслуженный работник культуры Узбекистана (1999). Академик Академии художеств Узбекистана (2003).
Член Союза художников СССР (1974), председатель объединения молодых художников Узбекской ССР (1976—1988), член правления Союза художников СССР (1988—1992). Лауреат Государственной премии Узбекской ССР имени Хамзы (1987), лауреат премии Ленинского комсомола Узбекской ССР (1979).

## Биография
Родился 27 декабря 1945 года в Гиждуванском районе. Ведёт своё происхождение от татарского рода купцов Салимовых из Оренбурга. В 1973 году окончил Ташкентский театрально-художественный институт имени А. Н. Островского, учился в художественной мастерской Н. М. Кузыбаева. С 1973 по 1983 годы работал преподавателем в Республиканском художественном училище им. П. Бенькова. В 1974 году был принят в Союз художников СССР. С 1976 по 1988 годы занимал пост председателя объединения молодых художников Узбекской ССР, с 1988 по 1992 годы — член правления Союза художников СССР. С момента основания организации татарских художников Узбекистана «Иль» в 1996 году являлся её бессменным председателем.
В 1999 году Марату Садыкову было присвоено почётное звание заслуженного работника культуры Узбекистана, в 2003 году он был избран действительным членом Академии художеств Узбекистана. 25 августа 2017 года ему было присвоено почётное звание народного художника Узбекистана.
Скончался 1 августа 2021 года в Ташкенте.

## Творчество
Работал в технике литографии, акварели, гуаши, темперы. В его работах были отображены важные вехи в истории страны, работы: «Газли» (1971), «Навоийский химкомбинат» (1974), «Освоение голодной степи» (1974—1977), триптих «Фашизм» (1975), «Событие» (1976), «Этого не должно быть» (1979); серии полотен: «Хроника» (1981), «По Узбекистану» (1984—2000), «Сукок» (1985), «Канатоходцы» (1995–1997). Излюбленная тема акварельных работ художника — Бухара, это серия картин «Белая Бухара» (1978—1985), «Моя Бухара» (1982–1986), «Настоящее в прошлом» (2004).  Свои впечатления о поездках по СССР и зарубежным странам он выразил в серии картин «Кижи» (1973), «По Армении» (1983), «Киргизия» (1987), «Карелия» (1989), «Енисей» (1991), серии с городскими и сельскими пейзажами Польши, Италии, Австрии, Германии, Франции.
С 1972 года экспонировался на национальных и международных выставках, в том числе, на выставках акварели (Москва, 1978, 1980, 1987; Баку, 1984); выставках эстампа (1982) и графики (1985) в Москве; международной выставке книги (Берлин, 1977); выставке «Узбекская гравюра» (Париж, Лиссабон, Багдад, Гаага, Токио, Афины, Лондон, 1978); выставке татарских художников Узбекистана «Иль» (Казань, 1999). Персональные выставки художника проходили в таких городах, как Сиэтл, Вашингтон (1985) и Нью-Йорке (1999) в США; Ташкент (1987, 1995, 1998), Бухара (1989, 1995, 1997) и Гиждуван (1990) в Узбекистане; Хельсинки (1991, 1992) в Финляндии; Бранденбург (2000) в Германии и Астана (2006) в Казахстане.
Работы художника хранятся в собраниях музеев и частных коллекциях Узбекистана и зарубежных стран (США, Англии, Германии, Италии, Австралии, России; в частности, в Третьяковской галерее, Государственном музее искусства народов Востока, Государственном музее искусств Узбекистана, Государственном музее изобразительных искусств Татарстана.

## Награды
- Народный художник Узбекистана (2017)[1]
- Заслуженный работник культуры Узбекистана (1999)
- Лауреат Государственной премии Узбекской ССР имени Хамзы (1987)[2]
- Лауреат Премии Ленинского комсомола Узбекской ССР (1979)
- Диплом Академии художеств Узбекистана (2002)[3]